# Boze Sedleshko
Boze Sedleshko er i vendisk mytologi den klagende og er afbildet som et lille, nøgent barn.
| Mytologi | Spire Denne artikel om mytologi er en spire som bør udbygges. Du er velkommen til at hjælpe Wikipedia ved at udvide den. |